# Relazione di Faber-Jackson
La relazione di Faber-Jackson è una relazione empirica fra la luminosità {\displaystyle L} e la dispersione centrale di velocità {\displaystyle \sigma } osservate nelle galassie ellittiche. La relazione è espressa matematicamente nel modo seguente:
{\displaystyle L\propto \sigma ^{\gamma }}, 

dove l'indice {\displaystyle \gamma } è prossimo a 4.
Questa relazione fu scoperta nel 1976 dagli astronomi Robert Earl Jackson e Sandra M. Faber, ed è oggi diffusamente utilizzata in astronomia extra-galattica nello studio delle proprietà delle galassie ellittiche.